# Nederländernas Reformerta Kyrkor
Nederländernas Reformerta Kyrkor, de Nederlands Gereformeerde Kerken (NGK) är ett reformert, nederländskt trossamfund bildat av tidigare medlemmar av Reformerta kyrkor i Nederländerna (befriade).
Den 1 januari 2007 hade Nederländernas Reformerta Kyrkor 32 320 medlemmar, 91 församlingar och 82 aktiva predikanter.
1964 anklagades pastor A van der Ziel för irrlära och avskedades av synoden för Reformerta kyrkor i Nederländerna (befriade). Medlemmar av detta trossamfund skrev 1966 ett öppet brev till kyrkoledningen i vilket man protesterade mot detta förfarande och vädjade om van der Ziels återinsättande i tjänst. Lokala kyrkoråd reagerade med att exkommuniera dem som underskrivit denna protest.
De uteslutna, och många av deras sympatisörer, bildade 1967 en ny grupp, som 1979 antog det nuvarande namnet.